# Raoul de Cambrai
Raoul de Cambrai és una cançó de gesta francesa del cicle dels vassalls rebels. És una obra del darrer quart del segle xii. Esta composta de 8.542 versos decasíl·labs repartits en 345 laisses; una part de la cançó ens ha arribat en versos en rima consonant (primera part fins al vers 5.555) i una part en rima assonant (vers 5556 al final). Se'n conserven dos manuscrits.

### Traduccions modernes
- a l'espanyol: Raúl de Cambrai (cantar de gesta francés). Introducción de Anna M. Mussons; traducción del francés medieval de Isabel de Riquer, Madrid, Ediciones Siruela, 2007.